# Mr. Imperium

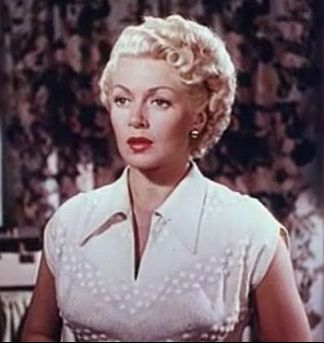
Lana Turner

 Mr. Imperium és una pel·lícula estatunidenca dirigida per Don Hartman, estrenada el 1951.

## Argument
Una ballarina de Hollywood anomenada Fredd Barlo (Lana Turner) reinicia el seu idil·li amb un antic amor, Alex (Ezio Pinza), príncep de Ruritania, una petita nació europea, que ara s'ha convertit en rei. Per poder seguir la seva relació, han de trobar-se en secret i usar tots els artificis possibles per a les seves trobades furtives. Però, el malèvol Primer Ministre del regne (Cedric Hardwicke) farà de tot amb tal d'aconseguir separar-los.
Pel·lícula romàntica i musical on, amb temps, l'amor venç sobre tot.

## Anàlisi
La pel·lícula és, vista avui, alhora kitsch i emocionant, infantil i verídica, artificial i torbadora. El guió i la seva posada en escena són excel·lents. Hi ha punts interessants en aquesta història d'amor entre un príncep i una artista.
El tema sembla molt recurrent, però el director n'ha tret una pel·lícula lligada per la sinceritat profunda dels personatges i el context sociopolític bastant realista. No es pot pensar en l'embolic (històricament ulterior) entre el Príncep Rainier i Grace Kelly (a Mònaco).
Les poques escenes cantades, com de comèdia musical, són gracioses... i es té la impressió que els actors les interpreten així voluntàriament. El final no és el happy end esperat, sense ser però dramàtic.
Pel que fa a Lana Turner, no té res de la rossa assassina amb què ha aconseguit la seva reputació. Un paper d'adolescent impertinent (potser el primer) per a Debbie Reynolds.

## Repartiment
- Lana Turner: Fredda Barlo
- Ezio Pinza: M. Imperium
- Marjorie Main: Sra. Cabot
- Barry Sullivan: Paul Hunter
- Cedric Hardwicke: Bernand
- Debbie Reynolds: Gwen
- Ann Codee: Anna Pelan